# Stenomphrale flavoscutellata
Stenomphrale flavoscutellata är en tvåvingeart som först beskrevs av Krober 1929.  Stenomphrale flavoscutellata ingår i släktet Stenomphrale och familjen fönsterflugor.
Artens utbredningsområde är Egypten. Inga underarter finns listade i Catalogue of Life.